# Sông Allegheny
Sông Allegheny (/ˌæləˈɡeɪni/ AL-ə-GAY-nee) là đầu nguồn sông Ohio ở phía Tây bang Pennsylvania và New York, Hoa Kỳ. Sông Allegheny chảy từ ngay bên dưới biên giới phía Bắc của tiểu bang Pennsylvania theo hướng Tây Bắc vào tiểu bang New York sau đó chảy theo hướng Tây Nam về lại bang Pennsylvania theo hình zigzag. Sau đó sông nhập vào sông Monongahela tại công viên Point State, thành phố Pittsburgh, Pennsylvania.